# Place de la Navigation (Lausanne)
Pour les articles homonymes, voir Place de la Navigation.
La place de la Navigation est une esplanade de la ville de Lausanne, en Suisse. Elle est située au bord du Léman, dans le quartier Sous-Gare/Ouchy, sur les quais du port d'Ouchy.

## Histoire

### XVIIIesiècle
Au XVIIIe siècle, le Château d'Ouchy est entouré de prés et de jardins s'étendant vers l'ouest jusqu'à l'actuelle rue du Lac.

### XIXesiècle
Au début du XIXe siècle, Ouchy est un petit village de pêcheurs. Au cours du siècle, sa zone ouest, où se trouvent actuellement la place de la Navigation et le port de plaisance, devient un centre économique et industriel : en 1848 est construite une usine à gaz (vers l'emplacement actuel de l'hôtel Aulac) et des dépôts de bois sont installés en dessous du chemin qui longe l'usine en 1857. Le trafic des bateaux amenant du bois et des pierres augmente et un nouveau quai est construit en 1858 selon les plans de l'architecte Louis Joël, ; il est destiné au dépôt de matériel et de marchandises et des hangars y sont bâtis en 1859. À partir de 1877, la construction d'un funiculaire, appelé chemin de fer Lausanne-Ouchy (LO), permet aux marchandises arrivées en bateau d'être transférées au Flon, au centre de Lausanne, par le rail. Les chantiers navals de la Compagnie générale de navigation sur le lac Léman sont transférés de Morges à Ouchy en 1888, devant l'usine à gaz. L'ouverture de l'hôtel du Château, en 1893, entraîne d'autres aménagements de la zone : démolition des hangars du chantier naval Keller et du restaurant du Lac créé au sud-ouest du Château peu après la création du funiculaire. Par la suite, au fil des ans, les infrastructures sont progressivement déplacées ou démolies, le bassin ne répondant plus aux besoins, notamment en raison de l'augmentation du nombre de bateaux,. Un nouveau bâtiment communal abrite dès 1899 le poste de police d'Ouchy et des classes d'école enfantine. À la fin du XIXe siècle, des voies de chemin de fer et des plaques tournantes sont installées à l'est de la place, ainsi que des voies étroites pour l'acheminement des bagages entre le débarcadère et la gare du funiculaire.

### XXesiècle
Le débarcadère des Mouches est inauguré en 1902, à côté duquel le dépôt-magasin des Mouches est installé l'année suivante. L'hôtel du Parc (qui deviendra l'hôtel Aulac) est construit en 1906 par la direction du LO. En 1911, l'usine à gaz cesse ses activités. Un kiosque est installé en face de la gare du funiculaire en 1912. Même si le visage de la place change et si le transport des matériaux faiblit avec les années, la place conserve en partie son statut de lieu de déchargement et de dépôt de sable et de pierres jusqu'au milieu du XXe siècle, notamment à la hauteur de l'actuelle avenue de la Harpe. La Sagrave, qui exploite les sables et graviers du Léman, s'installe en 1927 plus à l'ouest, sur le quai de Bellerive, et le déchargement des matériaux y migre également progressivement dès 1930.
Au début des années 1960, en vue de l’Exposition nationale suisse de 1964, les dépôts disparaissent, les chantiers navals de la Compagnie générale de navigation sur le lac Léman sont transférés à leur emplacement actuel (plus à l'ouest, dans le secteur de Bellerive), les rives du lacs sont sensiblement réaménagées et de grandes zones sont comblées sur plusieurs dizaines de mètres, notamment à Ouchy. Le terrain qui deviendra la place de la Navigation est converti en parking. Devant la place, un nouveau port marchand est aménagé entre 1961 et 1965 et un port de plaisance entre 1965 et 1974. Dans les années 1970, le quartier se modernise, avec notamment la construction des bâtiments du club nautique et de la police du lac,.
La création de la place de la Navigation telle qu'on la connaît au XXIe siècle est réalisé entre 1991 et 1993. Elle fait partie d'un projet de réaménagement global de toute la zone située à l'ouest du Château d'Ouchy. Cette zone peut être divisée en trois secteurs distincts : le secteur d'hivernage des bateaux de plaisance à l'ouest, les locaux de la Société vaudoise de navigation et des Pirates d'Ouchy au centre, et la place de la Navigation à l'est, composée d'une esplanade et d'un espace planté de marronniers à l'est. Un parking souterrain est creusé juste en dessous de la place,.

## Situation et accès
La place de la Navigation est située dans le quartier Sous-Gare/Ouchy, au sud de Lausanne, au bord du Léman, sur les quais du port d'Ouchy. On y accède par l'est par l'avenue de Rhodanie, par le nord par l'avenue Frédéric-César-de-la-Harpe et par l'ouest par la place du Port. Le quai des Savoyards longe la place, la séparant virtuellement du lac.

### Transports publics
La place et desservie par les lignes 2 24 des transports publics de la région lausannoise et par la ligne   du métro. En outre, le débarcadère de la CGN est situé à proximité de la place.

## Description
Un grand bassin de faible profondeur agrémenté de jets d'eau traverse l'esplanade longitudinalement. Des gradins permettent d'y accéder et quatre passerelles l'enjambent. L'extrémité est de la place accueille une grande place de jeux : un complexe de parcours et d’obstacles doté d'une série de toboggans,. Un petit bar-restaurant occupe le sud-est de l'esplanade et un kiosque à journaux le nord-est.
Sur un des brise-lames protégeant le port de plaisance se trouve Éole, grande girouette en forme de « C », créée en 1995 par Clelia Bettua. Quatre monolithes plantés sur la place de la Navigation, au bord du quai, complètent l'œuvre. Ils présentent chacun une encoche en demi-cercle dont l’orientation spécifique permet, par un effet de perspective, lorsque la girouette semble composer un cercle avec une des encoches, de savoir quel type de vent souffle : bise, vent, vaudaire ou joran.

### Autres références
1. 1 2  Polla 1987, p. 174
2. 1 2 3  Polla 1987, p. 171
3. 1 2 3  Polla 1987, p. 172
4. ↑  « Lausanne et son funiculaire », sur notrehistoire.ch (consulté le 23 mars 2020).
5. 1 2 3 4  « Place de la Navigation: des barques de pêcheurs aux lunettes de soleil », sur lausanne.ch (consulté le 22 mars 2020).
6. 1 2 3 4  « Place de la Navigation aménagement, historique, film », sur notrehistoire.ch (consulté le 23 mars 2020).
7. 1 2 3 4  Polla 1987, p. 175
8. ↑  Polla 1987, p. 177
9. ↑  « Google Maps », sur rts.ch (consulté le 22 mars 2020).
10. ↑  « Plan du réseau », sur t-l.ch (consulté le 22 mars 2020).
11. ↑  Marie Nicollier, « Comment lire les vents grâce à l'immense girouette d'Ouchy », 24 Heures,‎ 28 mars 2018 (lire en ligne, consulté le 22 mars 2020).